# Río Guadalmoral
El río Guadalmoral, también llamado arroyo, es un río del sur de la península ibérica, perteneciente a la cuenca hidrográfica del Guadalquivir, que discurre íntegramente por el territorio del centro sur de la provincia de Córdoba. 

## Curso
El Guadalmoral nace en la sierra Subbética cordobesa, en el término municipal de Doña Mencía. Realiza un recorrido de unos 18 km en dirección norte-sur a través de los términos de Doña Mencía, Baena y Nueva Carteya hasta su desembocadura en el río Guadajoz. 